# Деласенсери, Луи
Луи Деласенсери (фр. Louis de la Censerie; 7 сентября 1838[…], Брюгге — 2 сентября 1909[…], Брюгге) — бельгийский архитектор из Брюгге.

## Биография
Его отец был торговцем и строительным подрядчиком из Турне. Деласенсери изучал архитектуру в Академии своего родного города под руководством Жана-Брунона Радда (1792—1870). Он был лауреатом Римской премии 1862 года. Эта награда позволил ему побывать в Париже, Италии и Греции, где он смог полюбоваться шедеврами античной архитектуры. После учёбы он некоторое время работал в офисе Луи Руландта, архитектора города Гент, работавшего преимущественно в неоклассическом стиле, который в начале своей карьеры перенял Делансенсери.
После того, как он был назначен архитектором города Брюгге, он стал участником движения бельгийского готического возрождения. Он руководил многими «реставрациями» богатого готического архитектурного наследия своего родного города. Это познакомило его с готической архитектурой из кирпича и песчаника средневековой Фландрии. Благодаря своим глубоким познаниям в средневековой архитектуре он смог воспроизвести этот исторический стиль во всех его деталях, хотя он часто использовал новые строительные методы и материалы в своих оригинальных творениях.
На пике своей карьеры Деласенсери проектировал центральный вокзал Антверпена. В этом проекте он использовал довольно эклектичный стиль неоренессанса, который относится к экономическому и художественному расцвету города в 16 веке. На некоторые аспекты этого здания, такие как использование цветов и материалов, явно повлияла архитектура в стиле модерн.

## Работы
Некоторые реставрационные проекты в Брюгге:
- Базилика Святой Крови (1870-77)
- Толхуис (1879)
- Hof van Gruuthuse (Gruuthusemuseum) (1883—1895 гг.) (Восточное и южное крыло)
- Ратуша и колокольня Брюгге (1894-95 и 1903-04)
- Сашуй (1895-97)
- Poortersloge (1899—1903)
- Западный фасад церкви Богоматери (1905-09).

Некоторые из его новых оригинальных проектов:
- Мэрия Диксмёйдэ (1877—1900)
- Замок Блумендейл, Бернем (1878 г.)
- Дворец провинциального совета (Provinciaal Hof) в Брюгге.
- Школа (Normaalschool) в Брюгге (1880-83)
- Nieuw Sint-Janshospitaal (больница New Saint-Johns) в Брюгге.
- Синт-Петрус-ан-Паулускерк в Остенде (1899—1905).
- Почтовое отделение в Брюгге (1901-05)
- Центральный вокзал Антверпена (1895—1905)
- Здание бельгийской дипломатической миссии в квартале Пекинской дипломатической миссии (1902 г.)

## Галерея

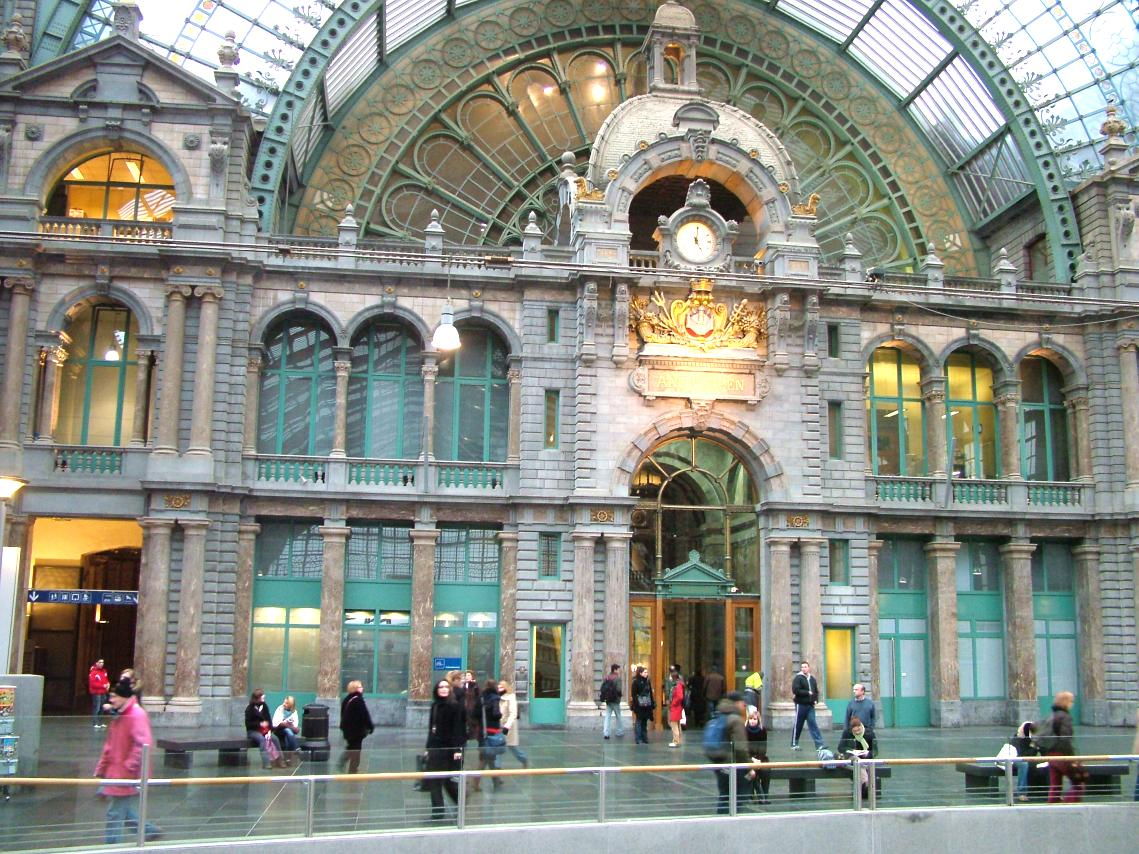
Прибытие на центральный вокзал Антверпена.
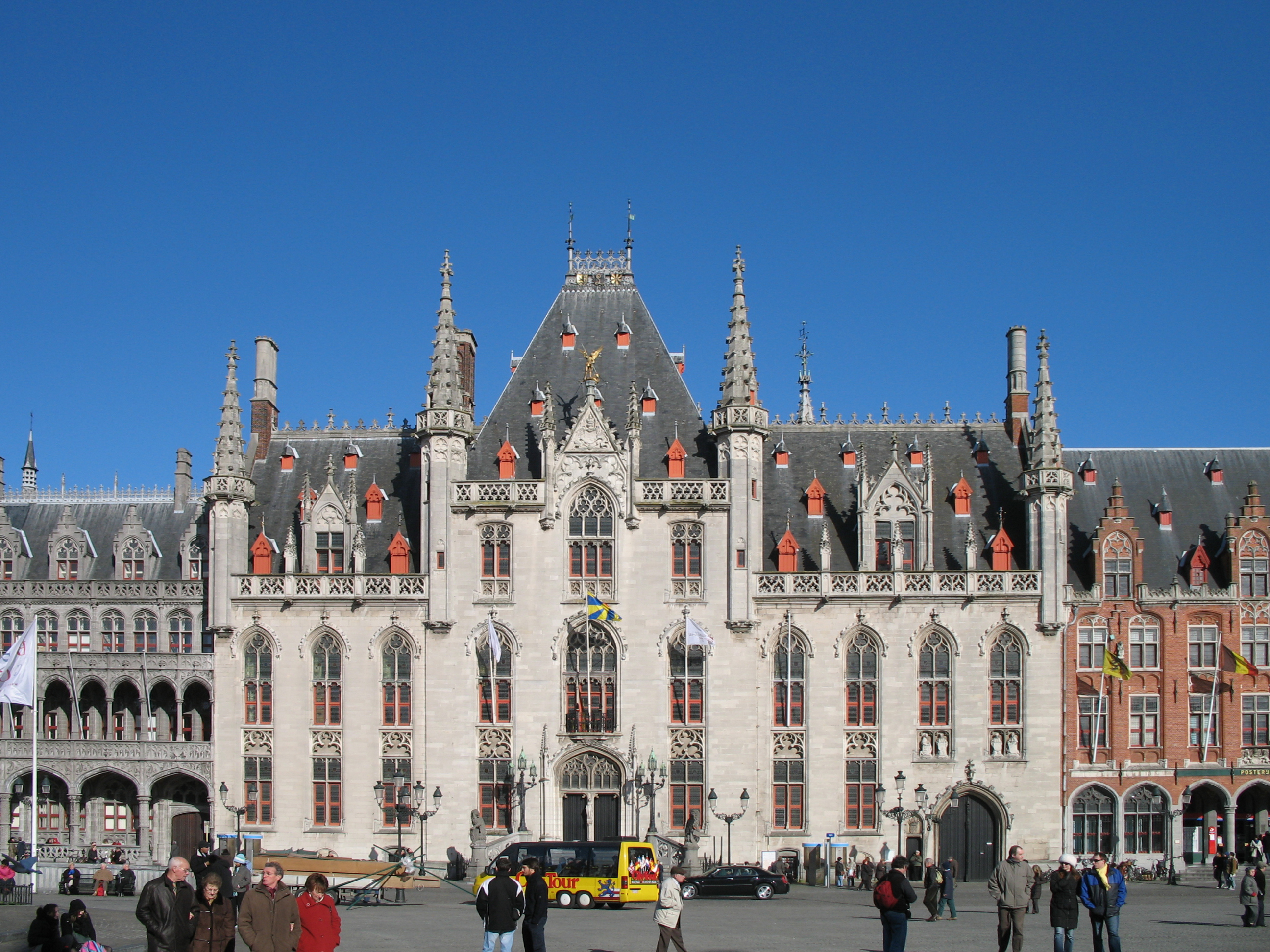
Провинциальный суд в Брюгге
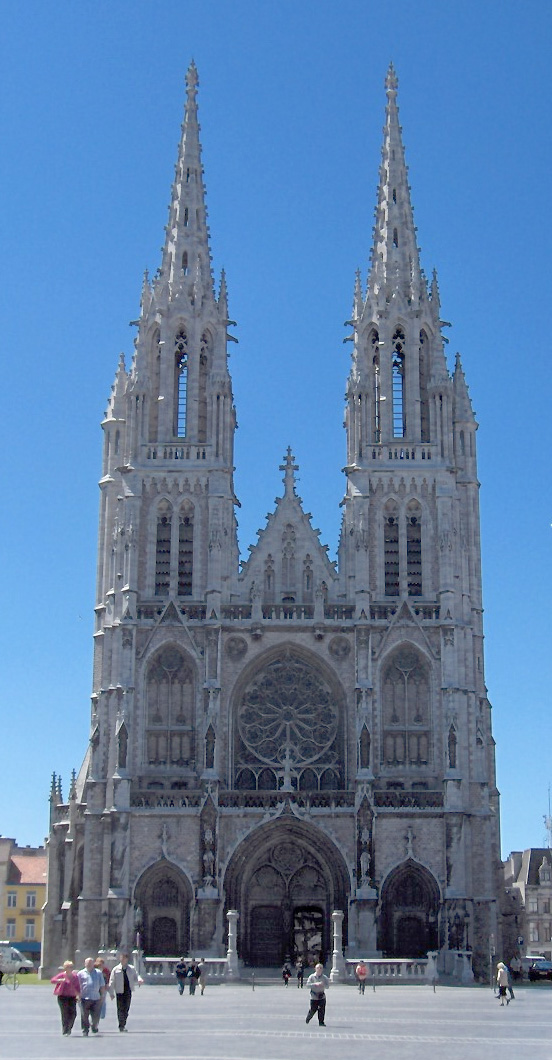
Синт-Петрус-ан-Паулюскерк в Остенде